# 勒博卡斯
勒博卡斯（法語：Le Bocasse，法語發音：[lə bɔkas]）是法国滨海塞纳省的一个市镇，属于鲁昂区。

## 地理
勒博卡斯（49°36'21"N, 1°4'56"E）面积8.62 平方千米，位于法国诺曼底大区滨海塞纳省，该省份为法国北部沿海省份，其西部及北部濒大西洋英吉利海峡，东起顺时针与索姆省、瓦兹省、厄尔省和卡爾瓦多斯省接壤。
与勒博卡斯接壤的市镇（或旧市镇、城区）包括：博托、比托、克莱尔、圣旺迪布勒伊。

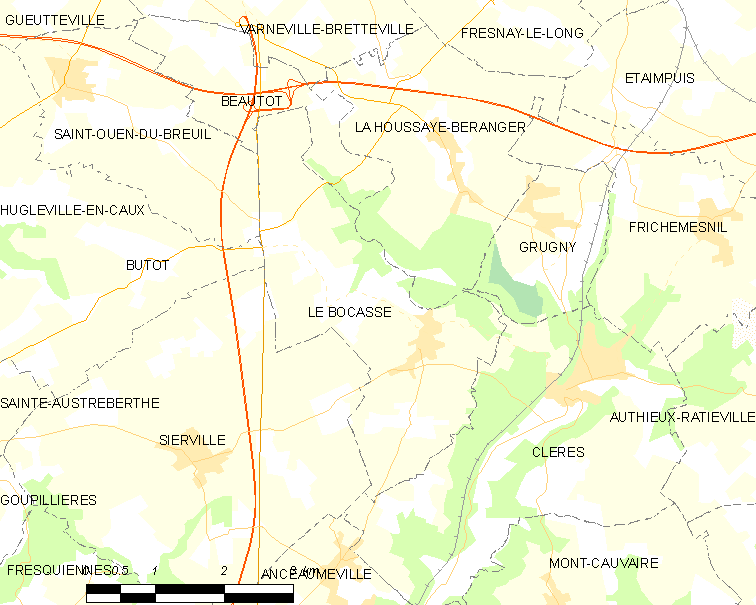
勒博卡斯的OSM定位图

勒博卡斯的时区为UTC+01:00、UTC+02:00（夏令时）。

## 行政
勒博卡斯的邮政编码为76690，INSEE市镇编码为76105。

## 政治
勒博卡斯所属的省级选区为布瓦纪尧姆县。

## 人口

1962-2008年间勒博卡斯人口变化图示

勒博卡斯于2022年1月1日时的人口数量为655人。